# Consortium Jeunesse Sénégal
Le Consortium Jeunesse Sénégal (CJS) est une association qui rassemble des jeunes innovateurs sociaux, des entrepreneurs, des investisseurs, des décideurs ainsi que des chercheurs engagés dans l'autonomisation de la jeunesse sénégalaise.

## Histoire
Le Consortium Jeunesse Sénégal (CJS) voit officiellement le jour en octobre 2020 grâce à neuf organisations de jeunesses que sont : Impact Hub, Social Change Factory, Makesense Africa, Wukito, Concree, Banlieue Up, Jokkolabs, I4Policy, les éclaireurs et éclaireuses du Sénégal. Reposant sur trois piliers fondamentaux (le travail - « Ligeey » ; l'apprentissage - « Jang » ; l'inclusion - « Bokk »), le Consortium Jeunesse Sénégal est né de la volonté de fédérer des synergies et mettre en commun les forces pour la création d'un écosystème qui offre aux jeunes les moyens d'agir pour améliorer leur condition de vie et favoriser leur insertion socio-professionnelle. C'est une association rassemblant des jeunes innovateurs sociaux, des entrepreneurs, des investisseurs, des décideurs et des chercheurs. Son siège se trouve à Guédiawaye.  
Le Consortium Jeunesse Sénégal démarre ses activités en juin 2021 avec pour ambition de transformer les organisations de jeunesses en parties prenantes clés auprès des décideurs publics, en facilitant la collaboration entre ces différentes entités. Le CJS qui s'inscrit dans le cadre du partenariat mondial pour la jeunesse dénommé « Generation Unlimited », bénéficie depuis sa création du soutien du ministère de la jeunesse du Sénégal, de l'UNICEF et de l'Union européenne.

## Fonctionnement

### Composition et missions
Le Consortium Jeunesse Sénégal compte aujoud'hui dix-huit(18) organisations membres.
Ses missions consistent à : 
- Fédérer les parties prenantes (société civile, secteur privé, partenaires au développment etc...) dans la conception et la mise en oeuvre de projets concrets et multi-acteurs sur le terrain ;
- Renforcer les capacités et la cohésion des organisations de jeunes au Sénégal pour plus de cohérence et d'éfficacité de leurs actions pour la jeunesse ;
- Influencer les gouvernements, les institutions, le secteur privé, et la société civile à placer la jeunesse au coeur des initiatives et des réflexions sur leur futur ;

- Accompagner les jeunes sénégalais dans leur insertion professionnelle, en leur fournissant les outuls et bonnes pratiques nécessaires à leur réussite sur le marché du travail (qu'il s’agisse de l'emploi ou de l'entreprenaraiat)[2] ;
- Créer ou faciliter l'accès à la formation et à l'apprentissage sur des thématiques de softs skills (capacité à communiquer efficacement, à travailler en équipe, à gérer son stress, à faire preuve d'adaptabilité, à résoudre des problèmes etc...)[2] ;
- Faciliter l'accès des jeunes partout au Sénégal à des informations de qualité en tant que citoyen pour leur permettre de mieux s'investir dans des actions citoyennes au sein de leurs communautés[2] ;
- Mobiliser les acteurs clés (autorités nationales, organisations de jeunes, secteurs privé et partenaires du développement) pour le renforcement de l'écosystème d'appui à la jeunesse[2].

### Gouvernance
La gouvernance du Consortium Jeunesse Sénégal est assurée par un président, des vice-présidents et une équipe exécutive. L'association est aidée dans sa direction par un comité d'orientation stratégique (COS) qui en est l'organe consultatif, d'influence et de soutien pour la réalisation de ses missions. Ce comité d'orientation se compose de personnalités issues des secteurs publics et privés, ainsi que de la société civile, ayant mandat ou menant des actions en faveur de l'éducation, de la participation citoyenne et de l'insertion socio-professionnelle des jeunes au Sénégal.